# Larry Horaeb
Larry Horaeb (ur. 12 listopada 1991 w Windhuku) – namibijski piłkarz grający na pozycji prawego obrońcy. Od 2022 jest zawodnikiem Orlando Pirates Windhuk.

## Kariera klubowa
Karierę piłkarską Horaeb rozpoczął w klubie SK Windhoek. W 2009 roku zadebiutował w jego barwach w namibijskiej Premier League. W 2010 roku przeszedł do Ramblers Windhuk. W sezonie 2010/2011 został z nim wicemistrzem Namibii.
W 2013 roku Horaeb przeszedł do południowoafrykańskiego AmaZulu FC. Swój debiut w nim w Premier Soccer League zaliczył 1 września 2013 w wygranym 2:1 wyjazdowym meczu z Ajaksem Kapsztad. Zawodnikiem AmaZulu był przez dwa sezony.
W 2015 roku Horaeb wrócił do Namibii. W sezonie 2015/2016 grał w Tura Magic FC. W sezonie 2016/2017 był piłkarzem Black Africa Windhuk. W sezonie 2017/2018 grał w południowoafrykańskim Highlands Park FC w National First Division. W latach 2018–2022 ponownie występował w Tura Magic. W 2022 przeszedł do Orlando Pirates Windhuk.

## Kariera reprezentacyjna
W reprezentacji Namibii Horaeb zadebiutował 3 września 2011 roku w wygranym 1:0 meczu kwalifikacji do Pucharu Narodów Afryki 2012 z Gambią, rozegranym w Windhuku.